# Комплекс замкова у Вилњусу
Комплекс замкова у Вилњусу (литв. Vilniaus pilių kompleksas   или Vilniaus pilys) је група културних и историјских грађевина на левој обали реке Нерис, у близини њеног ушћа у реку Вилнију, у Вилњусу у Литванији. Зграде, које су се развиле између 10. и 18. века, биле су међу главним одбрамбеним грађевинама Литваније.
Комплекс се састојао од три замка: Горњег, Доњег и Кривог (литв. Kreivoji pilis). Криви дворац су Тевтонски витезови спалили 1390. године и никада није обновљен. Дворце из Виљнуса је неколико пута напао Тевтонски ред након 1390. године, али нису успели да заузму читав комплекс. Његово потпуно заузимање догодило се први пут током битке код Вилњуса 1655. године. Убрзо након тога тешко оштећени дворци изгубили су значај, а многе зграде су напуштене. Током царске анексије, срушено је неколико историјских зграда; много више је оштећено током изградње тврђаве у 19. веку.
Данас је преостала кула Гедиминас, главни симбол града Вилњуса и саме нације. Сваке године, 1. јануара, литванска тробојница се подиже на кулу Гедиминас у знак сећања на Дан заставе. Комплекс је део Националног музеја Литваније, једног од највећих музеја у земљи.

## Историја Горњег замка
Део дворског комплекса, који је саграђен на врху брда, познат је као Горњи замак. Брдо на којем је изграђено познато је као брдо Гедиминас, висине 40 - 48 м и дужине око 160 м.
Археолошки подаци показују да је место било заузето још од неолита. Брдо је ојачано одбрамбеним дрвеним зидовима који су утврђени каменом у 9. веку. Отприлике у 10. веку саграђен је дрвени замак, а отприлике од 13. века врх брда био је окружен каменим зидовима са кулама. За време владавине Гедимина, Вилњус је проглашен главним градом; 1323. године дворац је побољшан и проширен.
Паганска Литванија је ратовала са хришћанским редовима више од два века (Северни крсташки ратови). Крсташи су тежили да освоје Литванију, наводећи да је њихов мотив прелазак незнабожачких Литванаца у католичанство. Како је Вилњус еволуирао у један од најважнијих градова државе, постао је примарни војни циљ. Комплекс дворца нападао је Тевтонски ред 1365, 1375, 1377, 1383, 1390, 1392, 1394 и 1402, али никада није у потпуности заузет. Најтеже нападе водили су маршали Тевтонског реда Енгелхард Рабе фон Вилдштајн и Конрад фон Валенроде 1390. године током Литванског грађанског рата (1389–1392) између Витолда Великог и његовог рођака Владислава II Јагела. Многи племићи из западне Европе учествовали су у овој војној кампањи, укључујући Хенрија, грофа од Дербија, будућег енглеског краља Хенрија IV са 300 витезова и Ливонске витезове којима је заповедао њихов Велики мајстор. Понекад током грађанског рата, Витолд је подржавао нападе Реда на замкове, склапајући савез са њима у потрази за титулом Великог кнеза Литваније.
У време напада 1390. године, комплекс се састојао од три дела - Горњег, Доњег и Кривог замка. Тевтонски витезови успели су да заузму и униште Криви замак, смештен на брду, али нису успели да освоје остале. Током напада 1394. године, замкови у Вилњусу били су опкољени више од три недеље, а једна од његових одбрамбених кула оштећена је и пала је у реку Нерис.
Грађански рат између Витолда и Јагела решен је Астравским споразумом 1392. године и Витолд је преузео титулу великог кнеза. Током његове владавине Горњи замак је доживео најзначајнију обнову. После великог пожара 1419. године, Витолд је започео реконструкцију Горњег замка, заједно са утврђењем других зграда у комплексу. Данашњи остаци Горњег замка потичу из ове ере. Витолд је провео око четири године са Тевтонским редом током грађанског рата. Имао је прилику да проучи архитектуру двораца Тевтонског реда и усвоји неке од њихових елемената у својој резиденцији у Вилњусу.
Горњи дворац је реконструисан у готичком стилу са застакљеним зеленим плочицама на крову. Донжон кула Горњег дворца, на другом спрату, била је највећа сала (10 х 30 м) у оквиру комплекса; била је мало мања од сале Палате великог мајстора (15 х 30 м) у Маријенбургу, и много већа од сале у Кнежевој палати у замку на острву Тракај (10 х 21 м). Обнова дворца завршена је 1422. Држава је имала план да у замку буде  крунисање проглашеног краља Витолда Великог, који је поремећен његовом прераном смрћу.
После 16. века Горњи замак није одржаван и запуштен је. Све до почетка 17. века, у Горњем замку се налазио затвор за племиће. Последњи пут је коришћен као тврђава током инвазије Руса 1655. године, када је по први пут у историји Литваније страна војска заузела читав комплекс. Шест година касније, пољско-литванска војска успела је да поново заузме Виљнус и замкове. После тога Горњи замак је стајао напуштен и није реконструисан.
Комплекс је претрпео велику штету током светских ратова. У овом тренутку постоји само западна кула, позната као Гедиминасова кула. Симбол је Виљнуса и Литваније. Преживело је само неколико остатака замака и других кула.

## Историја Доњег замка
Дворац је насељен још од неолита. Пре 13. века, његове зграде су грађене од дрвета. У 13–14. веку од камена су грађени одбрамбени зидови, куле и капије; они су неколико пута реорганизовани и проширивани. Једине самостојеће грађевине које су остале нетакнуте су оне у Доњем замку.
Две главне зграде Доњег замка су Краљевска палата и катедрала у Вилњусу.

### Палата Великог војводе
Палата Великог војводства у Доњем замку еволуирала је током година и напредовала током 16. и средине 17. века. Четири века Палата је била политичко, административно и културно средиште Великог војводства Литваније.
У 13. и 14. веку на месту палате налазиле су се камене грађевине; неки археолози верују да је и ту стајала дрвена палата. Камена Краљевска палата саграђена је у 15. веку, очигледно после великог пожара 1419. Постојеће камене зграде и одбрамбене грађевине Доњег замка, које су блокирале изградњу, срушене су. Краљевска палата саграђена је у готичком стилу. Донжон Горњег замка, као и Краљевска палата, требало је да буду домаћини крунисања Витолда Великог. Готска палата имала је три крила; истраживање сугерише да је то била двоспратница са подрумом.
Велики Војвода од Литваније Александар Јагелон, који је касније постао краљ Пољске, преселио је своје пребивалиште у Краљевски двор, где се састајао са амбасадорима. Наредио је обнову палате. После венчања са ћерком московског великог кнеза Ивана III, краљевски пар је живео и умро у палати.
Жимунд I Стари (Жигмунд Пољски), након свог успона у Великом војводству Литваније, водио је своје послове у Краљевској палати као и у катедрали у Вилњусу. Током његове владавине палата је увелико проширена, како би задовољила нове потребе Великог кнеза - додато је још једно крило, као и трећи спрат; проширене су и баште. Према савременим сазнањима, палата је вредела 100.000 дуката. План реконструкције палате припремио је вероватно италијански архитекта Бартоломео Береци да Понтасијеве, који је такође дизајнирао неколико других пројеката у Краљевини Пољској. У овој палати Жигмунд је дочекао изасланика из Светог римског царства, који је 1517. године представио Жигмунда Бони Сфорци, његовој другој жени.
Жигмундов син Сигисмунд II Август крунисан је за великог кнеза Литваније у Краљевској палати. Август је наставио са развојем палате и тамо живео са првом супругом Елизабетом Аустријском, ћерком цара Светог римског царства. Сахрањена је у катедрали у Вилњусу. У палати је живела и друга супруга Сигисмунда II, Барбара Радзивил. Према извештајима изасланика Свете столице, Краљевска палата је у то време садржала више блага од Ватикана. Сигисмунд II је такође окупио једну од највећих колекција књига у Европи.
Палата је преуређена у ренесансном стилу у 16. веку. План је припремило неколико италијанских архитеката. Палату је посетио Иполито Алдобрандини, који је касније постао папа Климент VIII. Још један велики развој догодио се током владавине породице Васа. Краљевска палата је преуређена у ранобарокном стилу током владавине Сигисмунда III Васе. 
Током владавине Васа, у палати је одржано неколико запажених церемонија, укључујући венчање војводе Јуана, који је касније постао шведски краљ Јуан III, и сестре Сигисмунда Августа, Катарине. Прва опера у Литванији постављена је у палати 1634. године.
Након руске инвазије 1655. године држава је почела да слаби, што је имало негативне ефекте на Краљевску палату. Палату је рат тешко оштетио, а благо је опљачкано. После поновног заузимања града Вилњуса 1660-1661, палата више није била одговарајућа државна резиденција и стајала је напуштена око 150 година. Крајем 18. века, након пада Пољско-литванског комонвелта, неколико породица је живело у деловима срушене палате. Убрзо након што је Велико војводство Литванија укључено у састав Руског царства, царски званичници наредили су рушење преосталих делова Краљевске палате. Палата је готово у потпуности срушена почетком 19. века. Цигле некадашње палате продате су 1799. трговцу из Кременчуга.
Сеимас (литвански парламент) је 2000. године донео закон којим се решава да Краљевска палата буде обновљена за церемоније у знак сећања на миленијум од првог помињања имена Литваније 2009. године.

### Вилњуска катедрала
Велика војводска палата и катедрала у Вилњусу чинили су комплекс и стајали су раме уз раме током векова, али две зграде имају различите историје.
Постоје докази да је у пред-хришћанским временима, пагански бог Перкунас слављен на овој локацији. Претпоставља се да је литвански краљ Миндовг саградио првобитну катедралу 1251. године као место свог покрштења у хришћанску веру. После Миндовгове смрти 1263. године, катедрала се вратила на обожавање паганских богова.
1387. године, године када је Литванија формално прешла у хришћанство, саграђена је друга готска катедрала са пет капела. 1419. године катедрала је изгорела. На њеном месту Витолд је саградио већу готску катедралу. 1522. године катедрала је обновљена, а писани извори први пут помињу звоник.  Звоник је саграђен на месту одбрамбене куле Доњег замка око 15. века. После пожара 1530. године, катедрала је поново обновљена, а од 1534. до 1557. године додате су још капеле и крипте. Током овог периода катедрала је стекла архитектонске карактеристике повезане са ренесансом. После пожара 1610. године поново је обновљена и додате су две предње куле. 
1783. године катедрала је реконструисана у неокласичном стилу, а црква је добила свој строги четвороугаони облик. Овај дизајн је преживео до данас. Између 1786. и 1792. на крову су постављене три скулптуре - свети Казимир на јужној страни, свети Станислав на северној и Света Јелена у средишту. Ове скулптуре су уклоњене 1950. године, а рестауриране 1997. године.
Неколико значајних историјских личности је сахрањено у криптама катедрале, укључујући Витолда Великог (1430), његовог брата Сигисмунда (1440), његовог рођака Швитригаила (1452), Светог Казимира (1484), Александра (1506) и две жене Сигисмунда Августа: Елизабета Хабсбуршка (1545) и Барбара Радзивил (1551).
Катедрала је преоријентисана за секуларну употребу током 1950-их. Његова поновна посвета цркви крајем 1980-их прослављена је као прекретница у модерној литванској историји.

### Арсенал
Комплекс замка Вилњус имао је током своје историје два арсенала - такозвани нови и стари. Стари арсенал је основан у 15. веку, за време владавине Витолда Великог. Проширен је током владавине Жигмунда I Старог и овај посао наставио је његов син Сигисмунд II Август. Током реконструкције у 16. веку изграђено је ново крило; средином 16. и почетком 17. века изграђена су још два крила. Према савременим извештајима, у старом арсеналу је у то време било смештено око 180 тешких топова.
Нови арсенал је основан у једној од најстаријих зграда дворца у 18. веку, по налогу Великог хетмана Литваније, Казимира Огинског. Зграда у којој су били смештени војници добро је очувана. Његов спољни зид био је део система одбрамбеног зида. Током 16. века његов торањ је водио бродове у реци Нерис. Арсенал је повремено садржавао и административне уреде замкова.
Током царске владавине, у оба арсенала налазили су се војници и војни материјал. Зграде су претрпеле велику штету током Другог светског рата; неки делови су обновљени после Другог светског рата и 1987. и 1997. Сада се у арсеналима налазе Музеј примењене уметности и Национални музеј Литваније.

## Савремени развој
Кула Гедиминас доминантан је и препознатљив објекат на хоризонту старог града. Са осматрачнице са врха пружа се панорамски поглед на Виљнус. 2003. године, као део прославе  750. годишњице крунисања Миндовга, торањ је постао приступачнији изградњом лифта. Пење се на око 70 метара током вожње од 30 секунди и прима шеснаест путника. На врху куле, 1. јануара 1919. године, први пут је постављена литванска тробојница. У знак сећања на овај догађај, 1. јануар је данас Дан заставе, а литванска застава се свечано подиже на торњу, као и на другим местима у Литванији. 7. октобра 1988, током напора Литваније да поново успостави своју независност, 100.000 људи окупило се у комплексу замка док се застава поново подизала. Кула и брдо, са заставом издигнутом на врху, симболи су литванске државности и њене борбе за независност, одражавајући дугу традицију којом је суверенитет над градом демонстрирала застава која се тамо вијорила.
Након завршетка радова конзервације куле Гедиминас 1968. године, постала је огранак Националног музеја Литваније. На првом спрату куле изложене су фотографије снимљене у Вилњусу током 19. и 20. века и модели историјског Виљнуса и Дворског комплекса. На другом спрату су заставе које је користила војска Витолда Великог током битке код Гринвалда, заједно са аутентичним оружјем коришћеним од 13. до 18. века.
У осталим сачуваним зградама у дворском комплексу налазе се канцеларије Националног музеја Литваније и његових одељења за археологију и нумизматику, као и Музеј примењене уметности. Музеј садржи око милион предмета, који покривају широк историјски спектар. Његова колекција укључује комаде из праисторијске ере Литваније, новчиће који су се користили током историје Литваније и широк спектар предмета из средњег века и каснијег доба. Музеј годишње посети око 250.000 туриста.